# Fermaglio

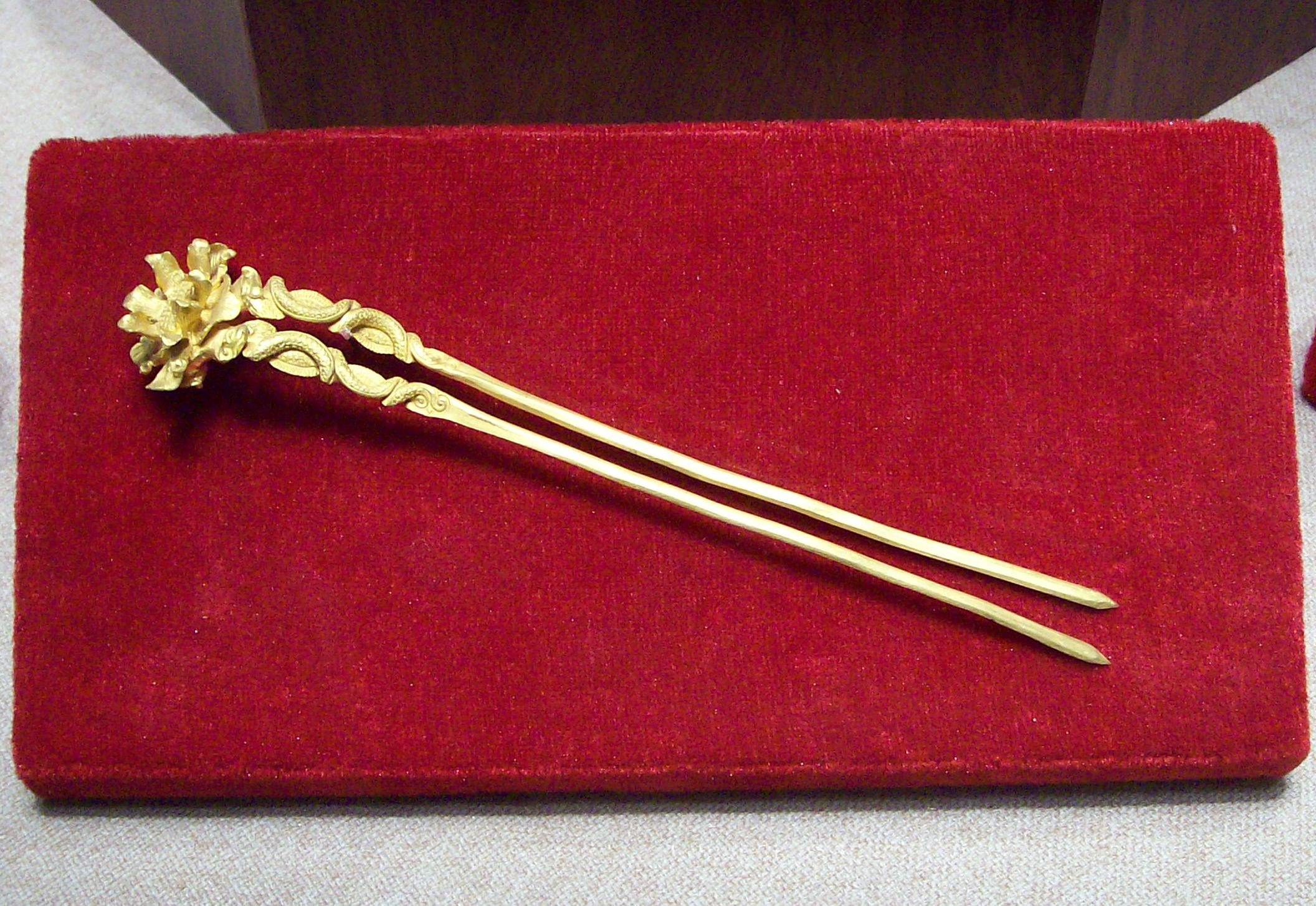
Un fermaglio prezioso

Il fermaglio (a volte chiamato anche con il suo equivalente inglese clip) è un oggetto che serve a mantenere i capelli in una determinata acconciatura, tramite un sistema di apertura e chiusura "a pinza". 

## Descrizione
Contemporaneamente alla loro più immediata utilità pratica i fermagli hanno molto spesso anche una funzione decorativa, tramite forme e colori particolari.
Realizzati in svariati materiali, che vanno dal ferro al legno, fino ad arrivare a quelli più economici realizzati in plastica, i fermagli venivano utilizzati già dagli antichi assiri ed egiziani per decorare e mantenere la propria acconciatura. Alcuni di questi oggetti erano di gran lusso, spesso realizzati in materiali preziosi. I fermagli moderni invece nascono nel 1901 da un'invenzione del neozelandese Ernest Godward.

## Galleria d'immagini

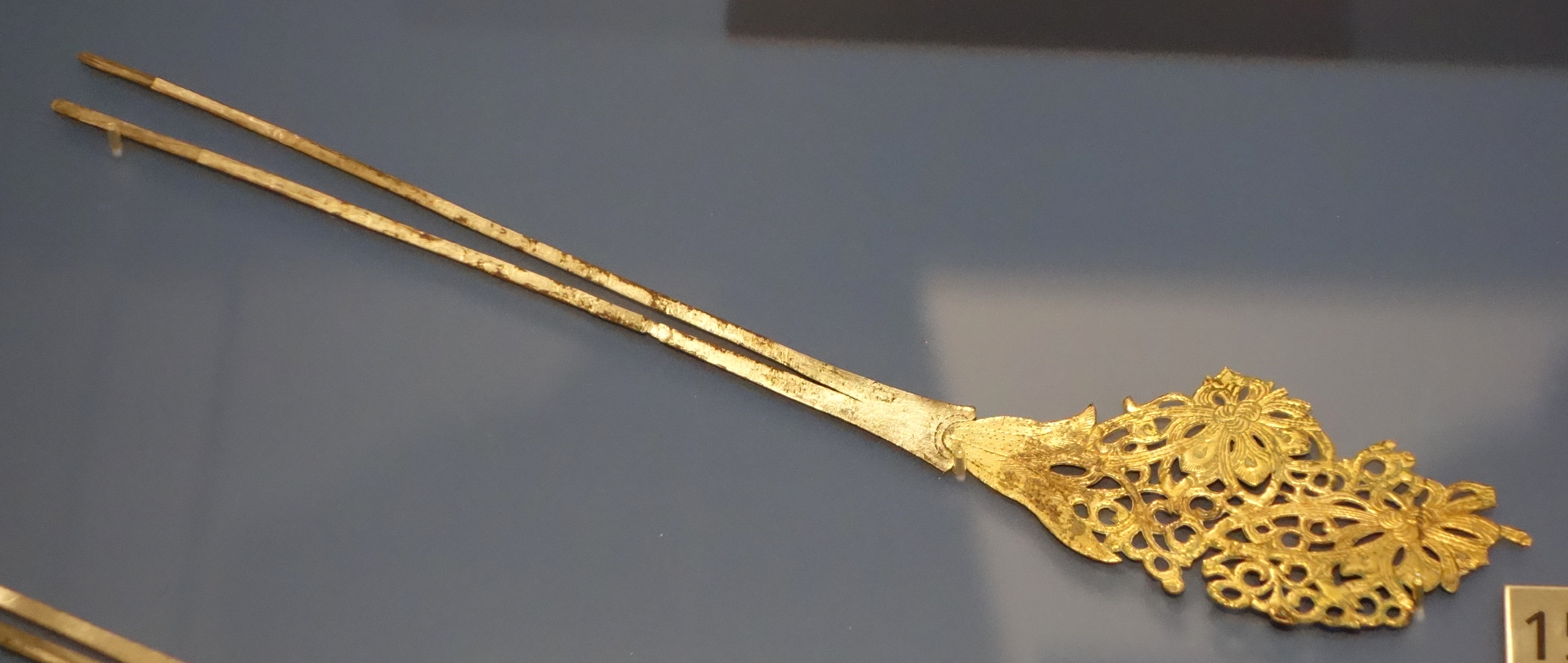
Forcina cinese della dinastia T'ang (618–907)
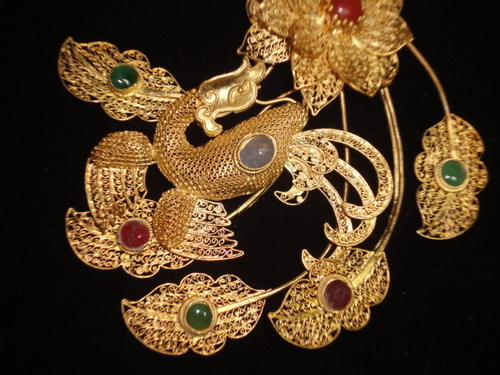
Forcina cinese della dinastia Ming (1368–1644)
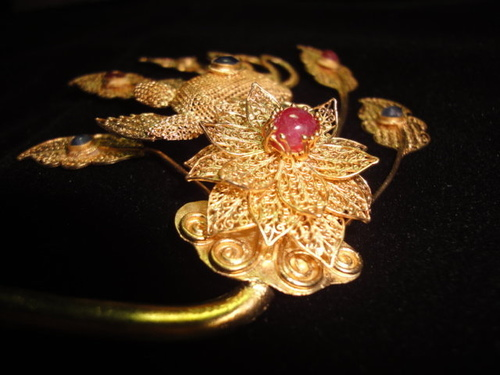
Forcina cinese della dinastia Ming (1368–1644)
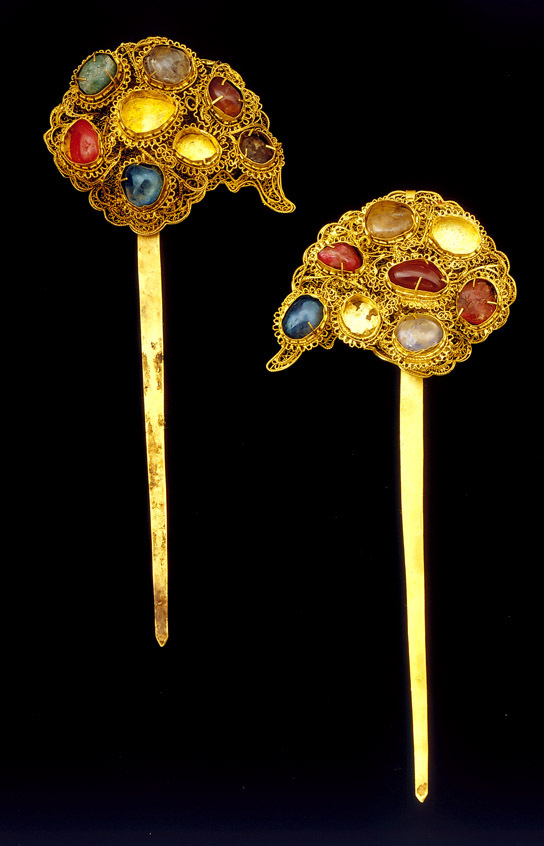
Forcine cinesi della dinastia Ming, XV secolo
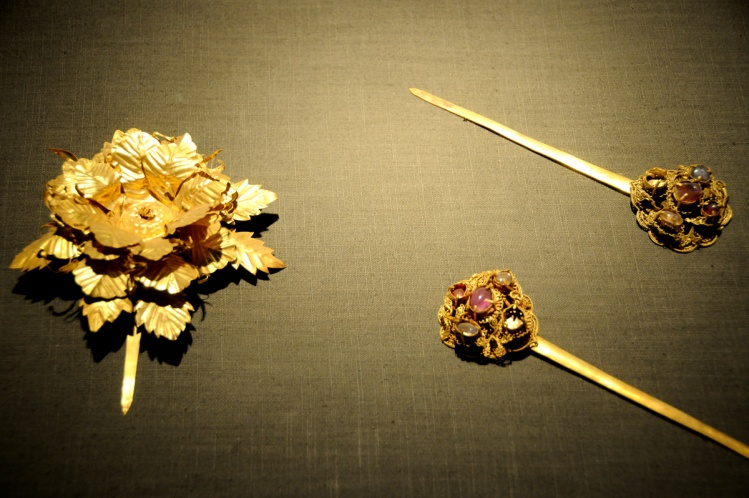
Forcine cinesi della dinastia Ming, XV secolo
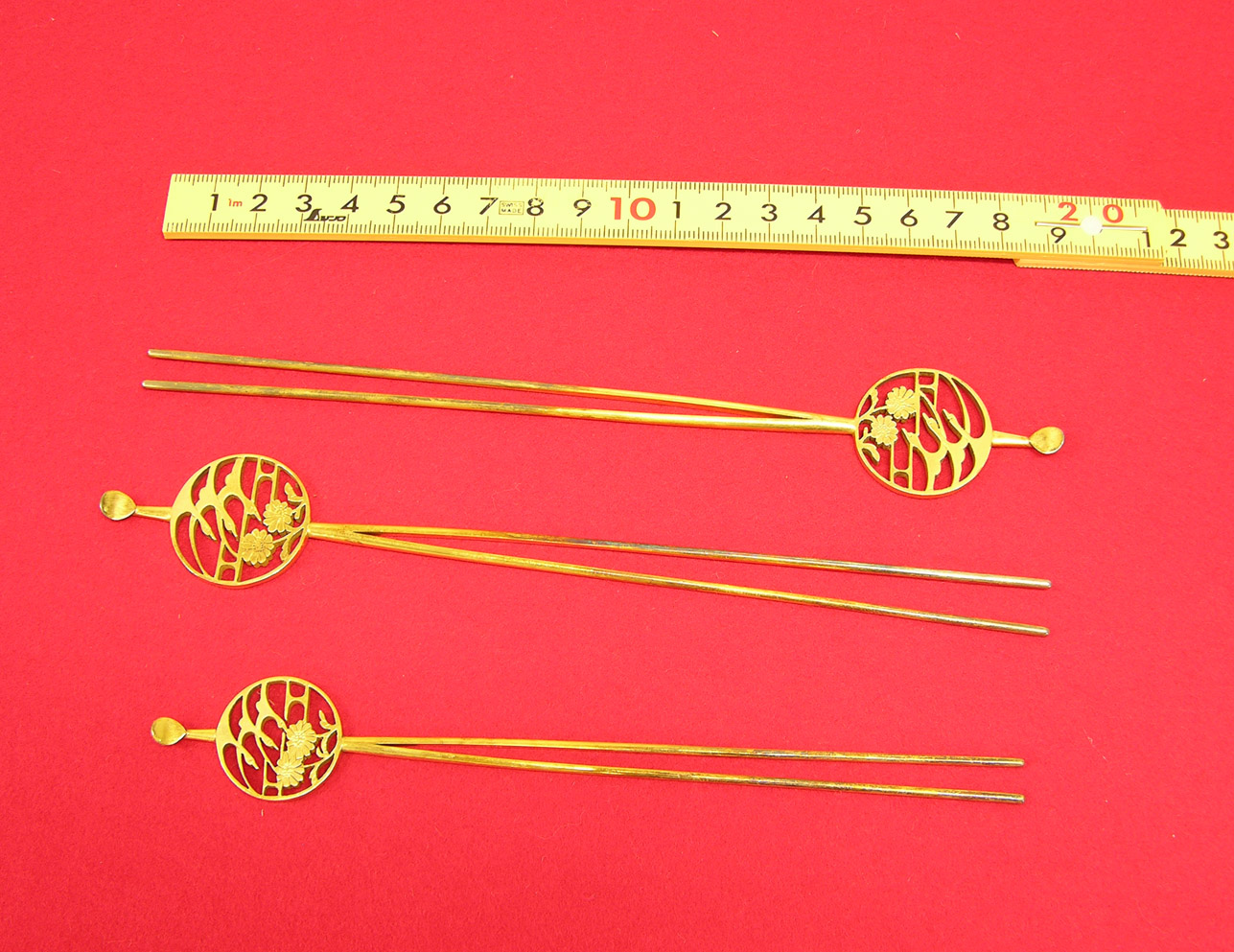
Hirauchi kanzashi giapponese, periodo sconosciuto
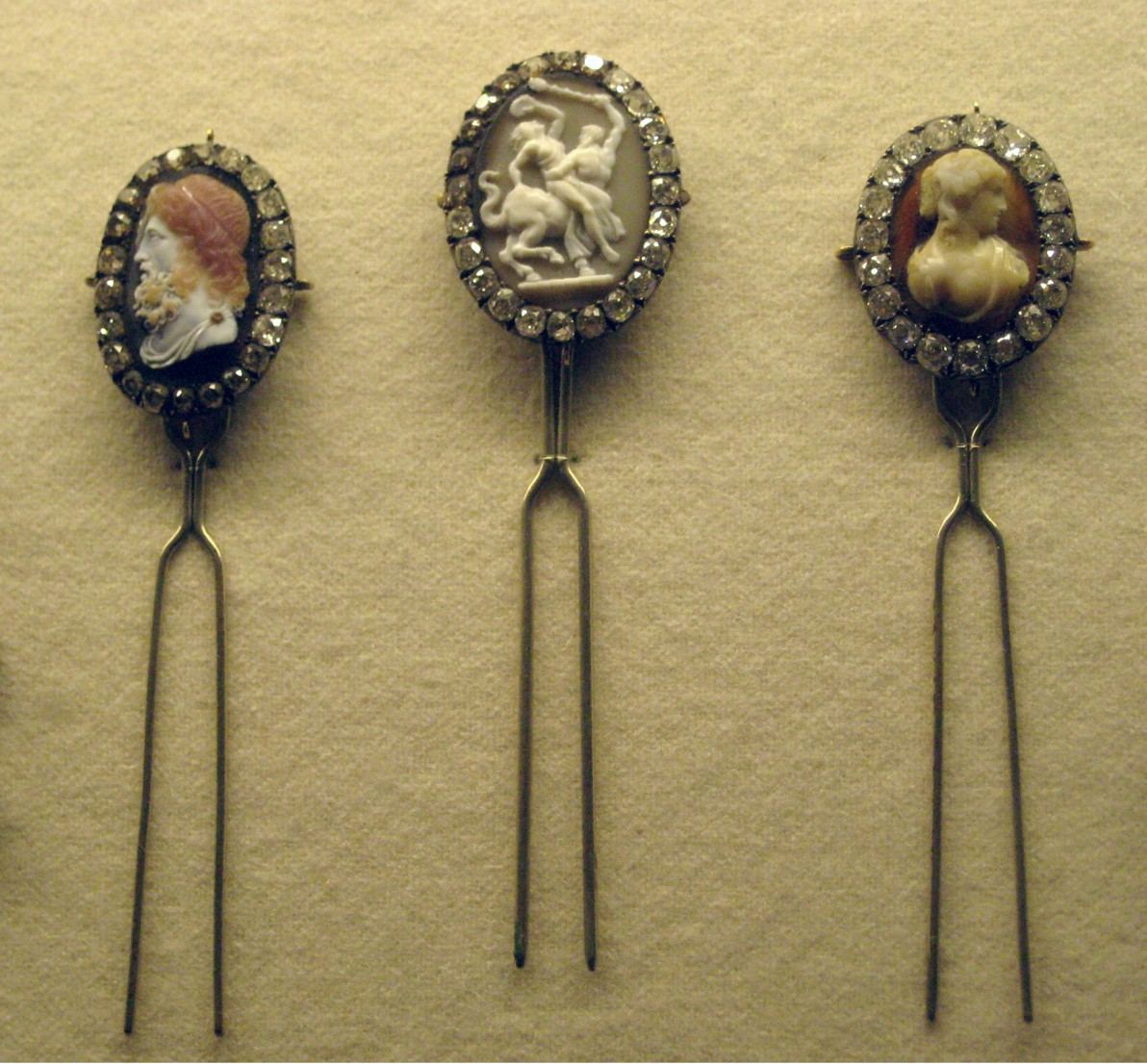
Forcine per capelli russe provenienti da Mosca, probabilmente del XVIII o XIX secolo
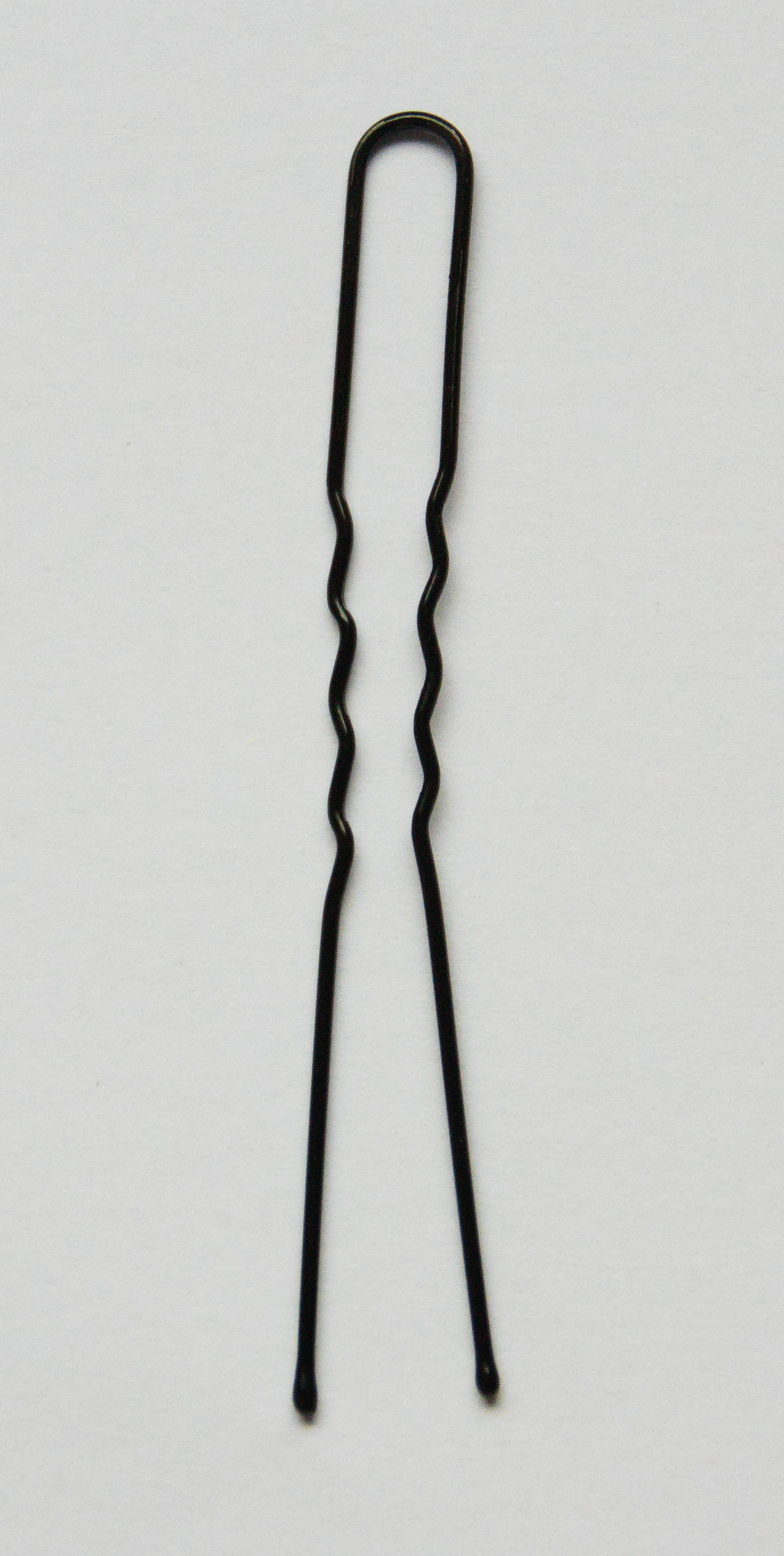
Forcina moderna a forma di U in metallo plastificato